# Európai kaméleon
Az európai kaméleon vagy közönséges kaméleon (Chamaeleo chamaeleon) a hüllők (Reptilia) osztályának pikkelyes hüllők (Squamata) rendjébe, ezen belül a kaméleonfélék (Chamaeleonidae) családjába tartozó faj.

## Előfordulása
Az európai kaméleon elterjedési területének legészakibb pontja Spanyolország déli partvidéke, a Földközi-tenger másik partján az észak-afrikai partoktól Izraelig terjed. Az európai kaméleon nincs veszélyeztetve. A hideg nyarak azonban erősen csökkenthetik állományát.

## Megjelenése
A kaméleon fej-törzs-hossza 20-30 centiméter, farokhossza 20-30 centiméter. Nyelve akár 30 centiméter hosszú is lehet, a vége bunkó alakú és ragadós. Nyelvével villámgyorsan tápláléka után tud kapni. A kaméleon képes egymástól függetlenül mozgatni a szemeit, és ezáltal két különböző képhatást észlel egyszerre. A többi kaméleonféléhez hasonlóan az európai kaméleon is képes változtatni a színét, de általában barna vagy zöld színű. A színváltoztatás miatt a kaméleonokat sokszor hívják a rejtőzködés mestereinek. A különböző kutatások azonban kiderítették, hogy a színváltoztatásnak inkább az egyedek közötti kommunikációban van szerepe és nem a rejtőzködés az elsődleges funkció. Az állat képes egy ágon mozdulatlanná merevedni anélkül, hogy elveszítené egyensúlyát. Ennek során harapófogószerű kezével és lábával kapaszkodik, és hosszú fogófarkát is az ág köré tekeri. Fejének hátsó oldalán egy félkör alakú taréj található. Teste alakjának változtatására is képes:lehet széles illetve karcsú.
|  |  |

## Életmódja
Az állat magányos lény, kivéve a szaporodási időt. Nappal aktív, és fákon, bokrokon él. Tápláléka főként rovarok és pókok, de csigák és ászkák is.

## Képek

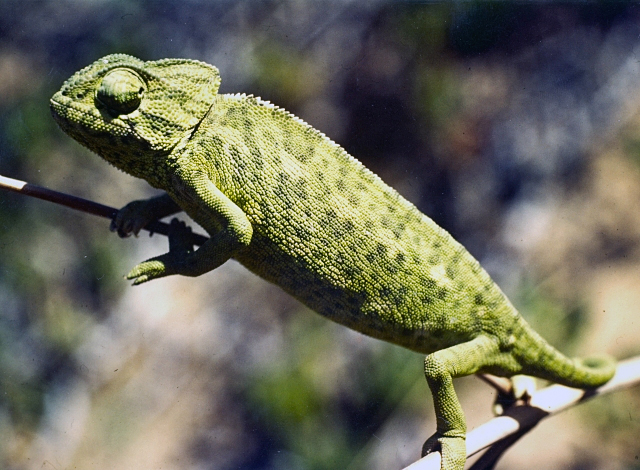
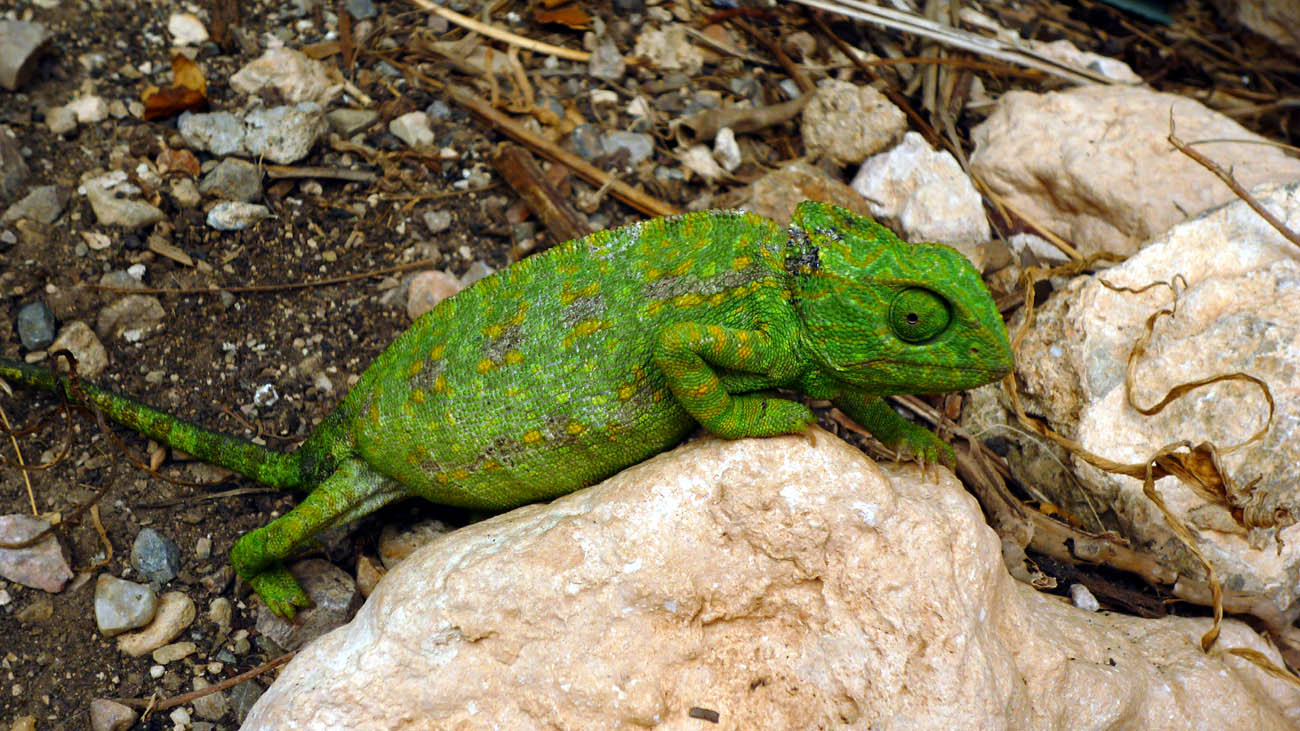
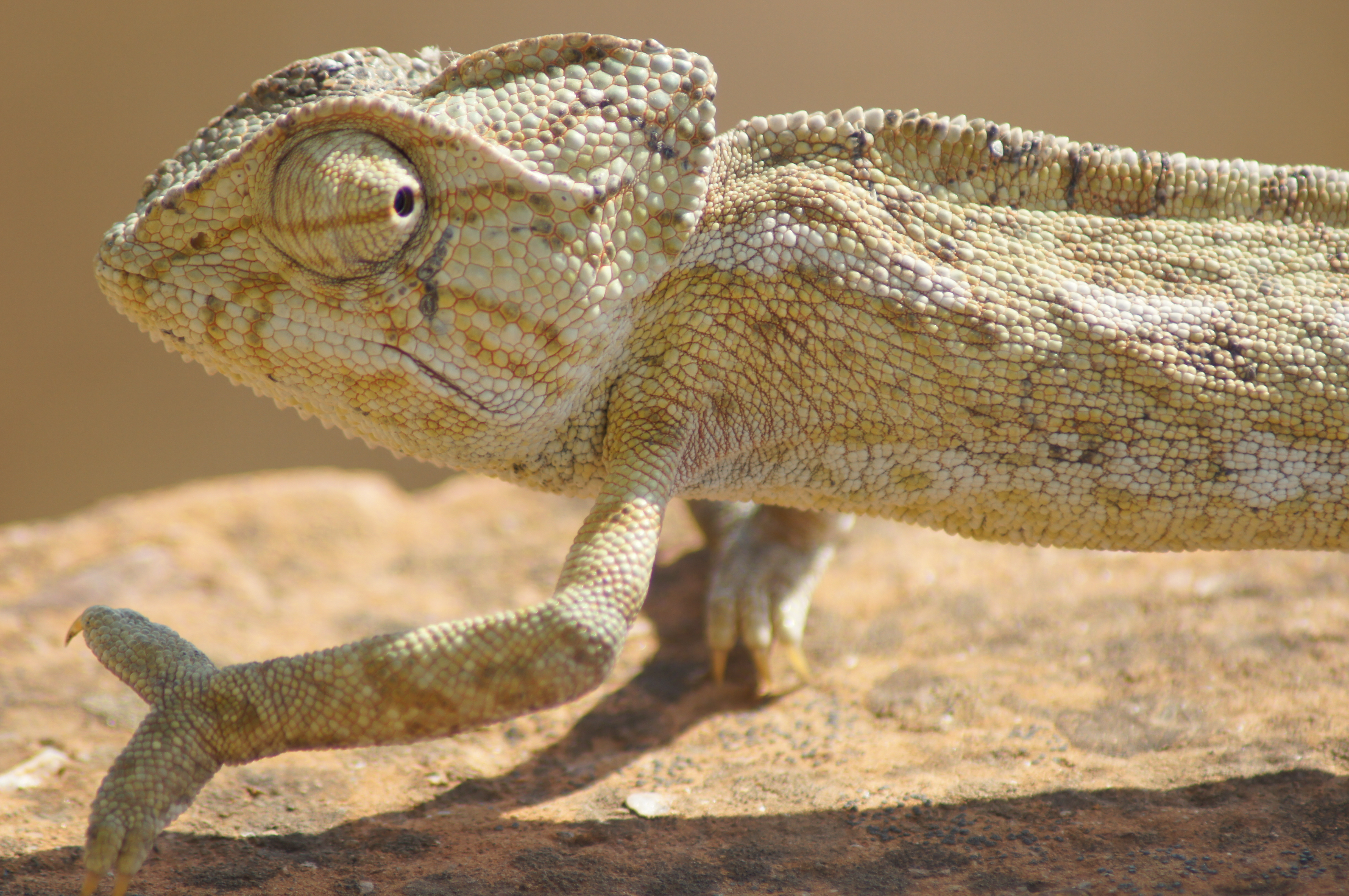
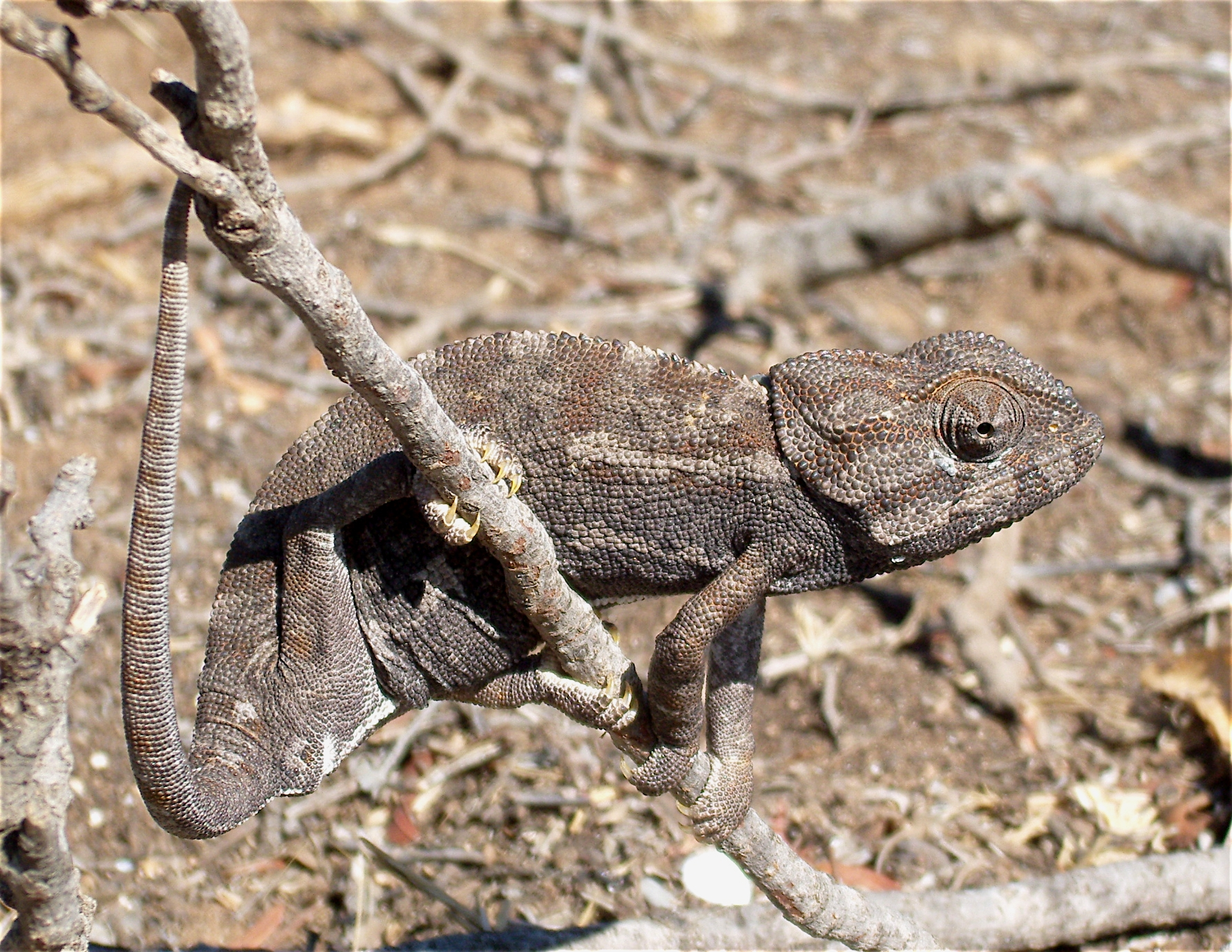
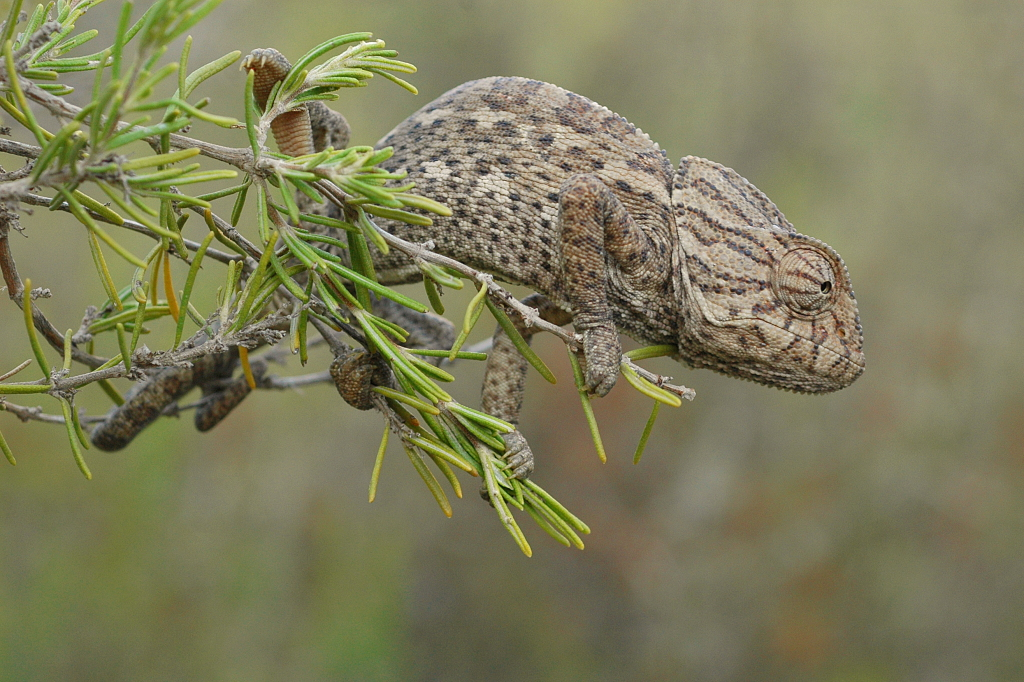
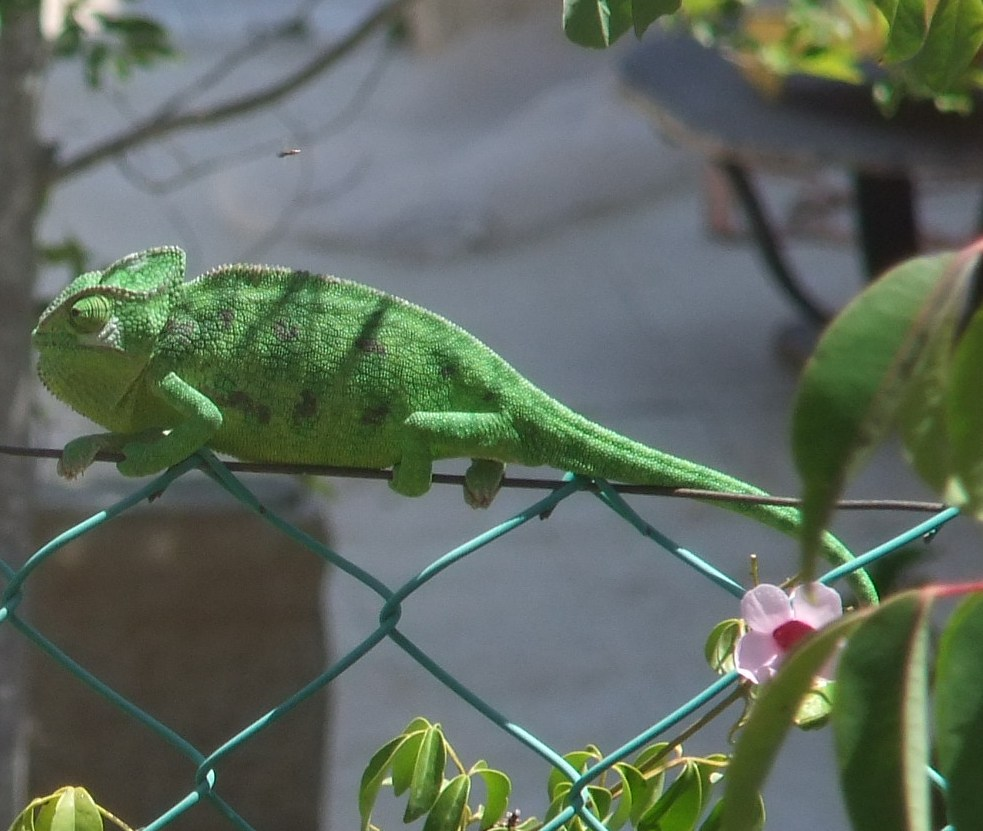
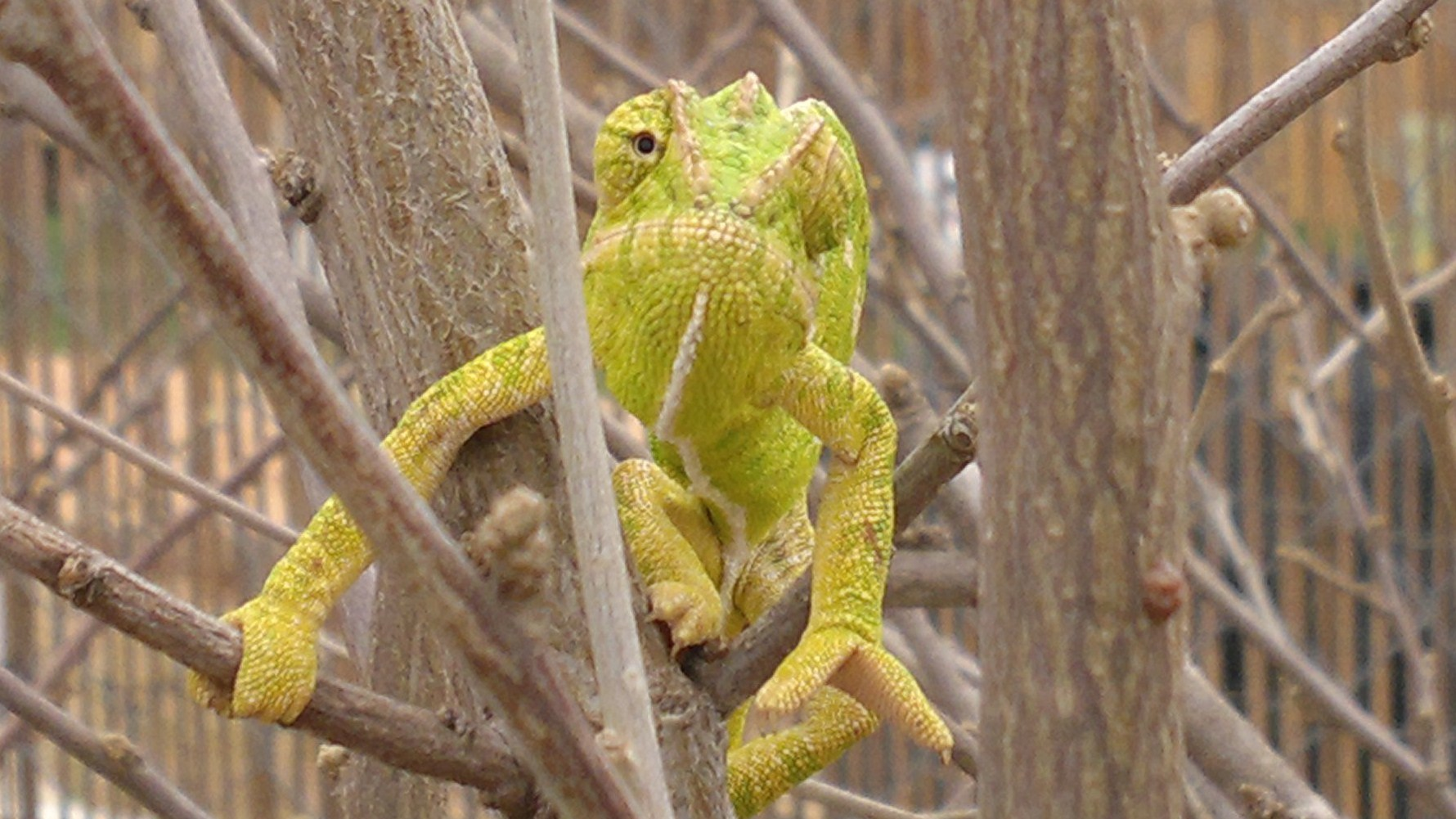
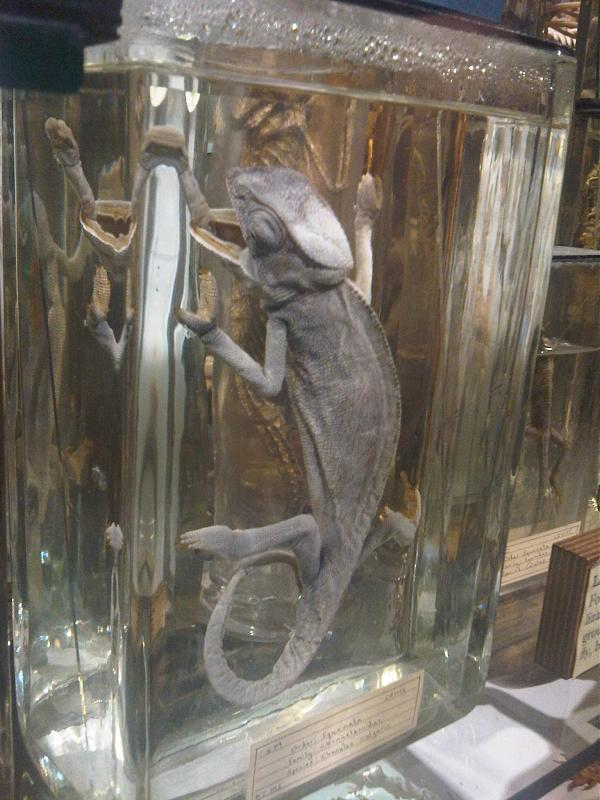
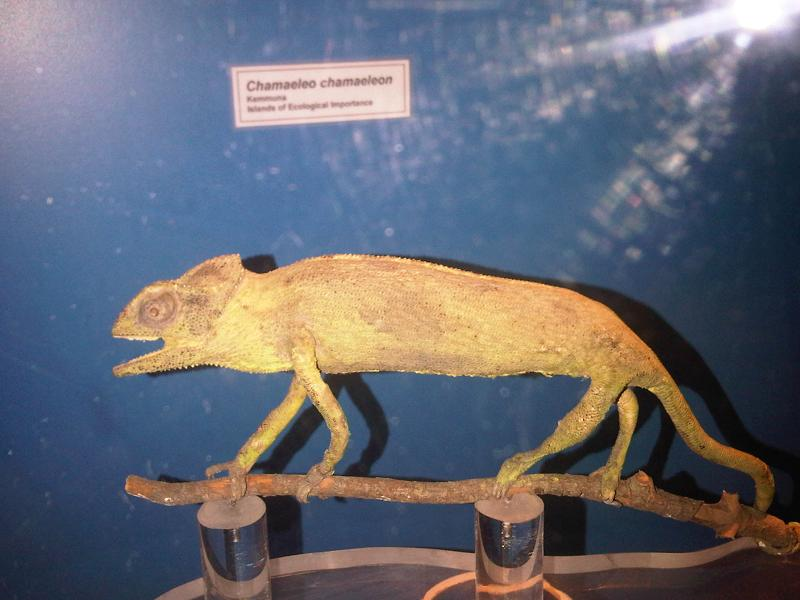

## Szaporodása
A szaporodási időszak késő nyáron van. A nőstények színe a párzásra kész állapotban kékes-pirosasra változik. A nőstény, egy földbe ásott fészekbe, 20-30 tojást rak. Az utódok a rá következő tavasszal bújnak ki. A kicsik épp úgy néznek ki, mint a felnőtt állatok, csak jóval kisebbek. A szülők nem gondoskodnak utódaikról.